# Barbie aventurière
Barbie aventurière (Barbie Explorer) est un jeu vidéo d'action développé par Runecraft et édité par Vivendi Games, sorti sur PC et PlayStation en 2001.
Le but du jeu est de retrouver des morceaux du miroir mystérieux .
Le jeu est jouable seul ou à deux.

## Accueil
- GameZone :  8/10[1]
- PSX Extreme :  4/10[2]